# ウクライナ・シーチ銃兵隊

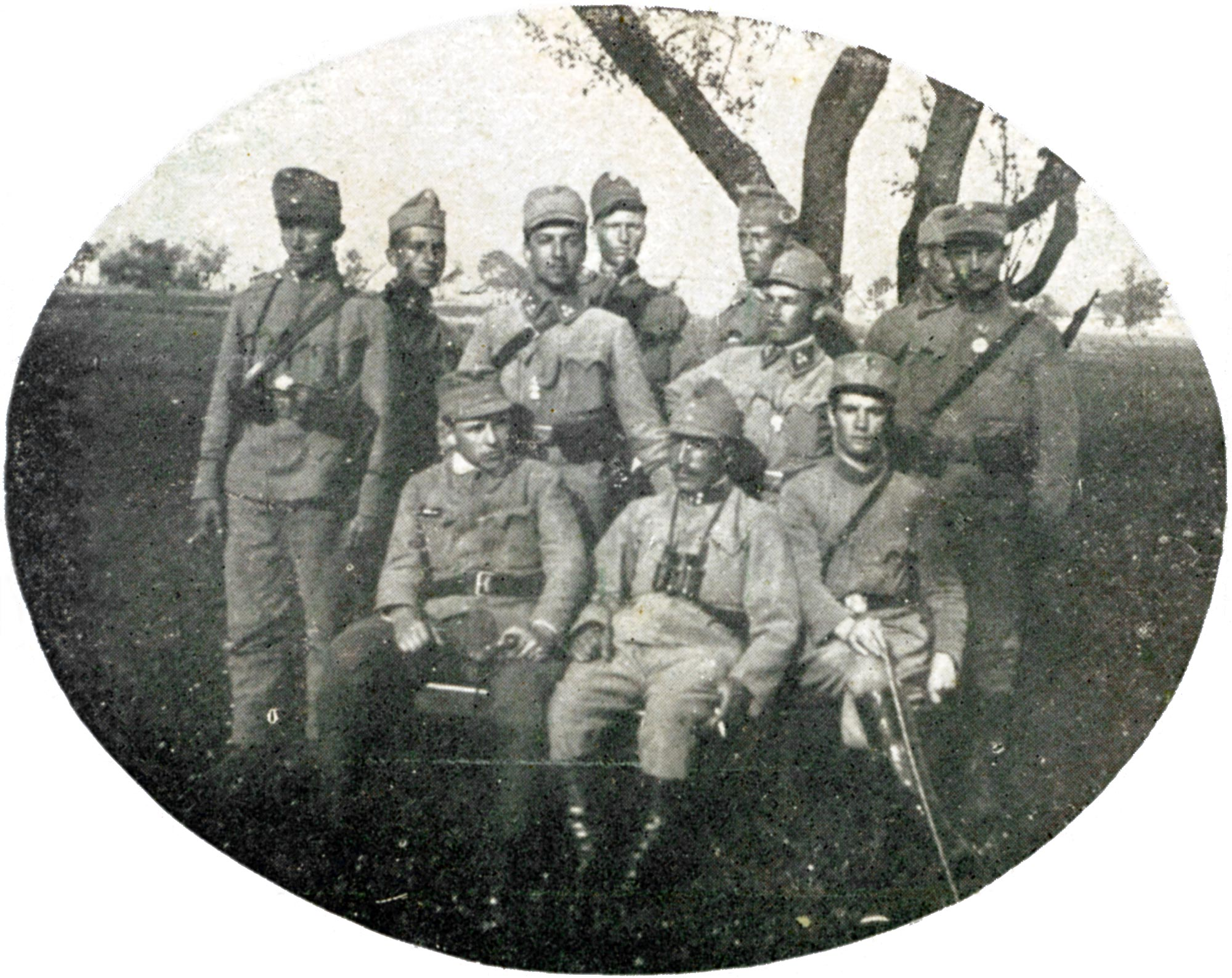
ウクライナ・シーチ銃兵隊

ウクライナ・シーチ銃兵隊（ウクライナ語: Українські Січові Стрільціウクライィーンスィキ・スィチョヴィー・ストリリツィー、略称：У.С.С.、УСС、USS）は、かつてウクライナに存在した軍事組織。シーチ射撃隊と訳されることもある。これとは別にシーチ銃兵隊（Січові Стрільці、略称：С.С.、SS）と呼ばれる組織も存在した。

## 概要
ウクライナ・シーチ銃兵隊のもととなった軍事組織は、1914年にオーストリア・ハンガリー帝国領下の西ウクライナで編成された。ウクライナの独立のためにはロシア帝国の敗北が必要であると考えるオーストリア・ハンガリー帝国領下のウクライナ人は同年8月に全ウクライナ評議会を組織し、ロシアを負かすためのウクライナ人義勇兵を募集した。これにより編成された部隊はオーストリア・ハンガリー正規軍に組み込まれ、のちにシーチ銃兵隊と呼ばれるようになった。「シーチ」とはウクライナ人が心の拠り所としていたザポロージエ・コサックの根拠地のことであり、一方「銃兵隊」(ストレリツィ)は中世の東欧で組織されていた鉄砲隊に用いられていた名称であった。「シーチ銃兵隊」という組織は旧来ザポロージエ・コサックに存在した軍事組織の名称であった。
ウクライナ・シーチ銃兵隊は半民武装警察としての機能も持つ一方、オーストリア式の高度な戦闘技能を身につけた精鋭部隊であった。ウクライナ内戦ではどの赤軍、白軍等どの軍隊も一般に練度が低く戦術も稚拙なものであったが、その中でシーチ銃兵隊は特に有力な軍隊であると言えた。オーストリア・ハンガリー帝国のシーチ銃兵隊は反ボリシェヴィキの立場からウクライナ中央ラーダの軍隊に加わり、その主力として活動した。
1918年11月から1919年7月の間、ウクライナ・シーチ銃兵隊は新たに建設された西ウクライナ人民共和国の軍隊としてポーランドを相手としたポーランド・ウクライナ戦争で戦ったが、リヴィウは陥落し、西ウクライナ人民共和国は滅亡した。その後、ウクライナ・シーチ銃兵隊の残党はシモン・ペトリューラのディレクトーリヤ軍と合流し、ウクライナ国のパウロー・スコロパードシクィイの軍に対する蜂起に参加した。その後、シーチ銃兵隊は復活したウクライナ人民共和国の軍隊として活動したが、同国の敗北により一部はポーランドへ亡命し、多くは反革命・反ボリシェヴィキの白軍へ合流した。
1920年にチェコスロヴァキアのプラハで亡命ウクライナ人によって結成された反ポーランド組織ウクライナ軍事組織(UVO)は、イェヴヘーン・コノヴァーレツィが司令官としてシーチ銃兵隊の残党を引き連れて参加した。1929年には学生組織と合同して新たにウクライナ民族主義者組織(OUN)が結成され、コノヴァーレツィはその長となった。OUNはのちにウクライナ蜂起軍(UPA)となり、ソ連やポーランド、ドイツへのパルチザン活動を行った。